# Phoques de Weddel
Phoques de Weddel är en udde i Antarktis. Den ligger i Östantarktis. Frankrike gör anspråk på området.
Terrängen inåt land är platt åt sydost, men åt sydväst är den kuperad. Havet är nära Phoques de Weddel norrut. Trakten är glest befolkad. Närmaste befolkade plats är Dumont d'Urville Station, 0,83 kilometer nordväst om Phoques de Weddel. 